# Pascal Leclaire

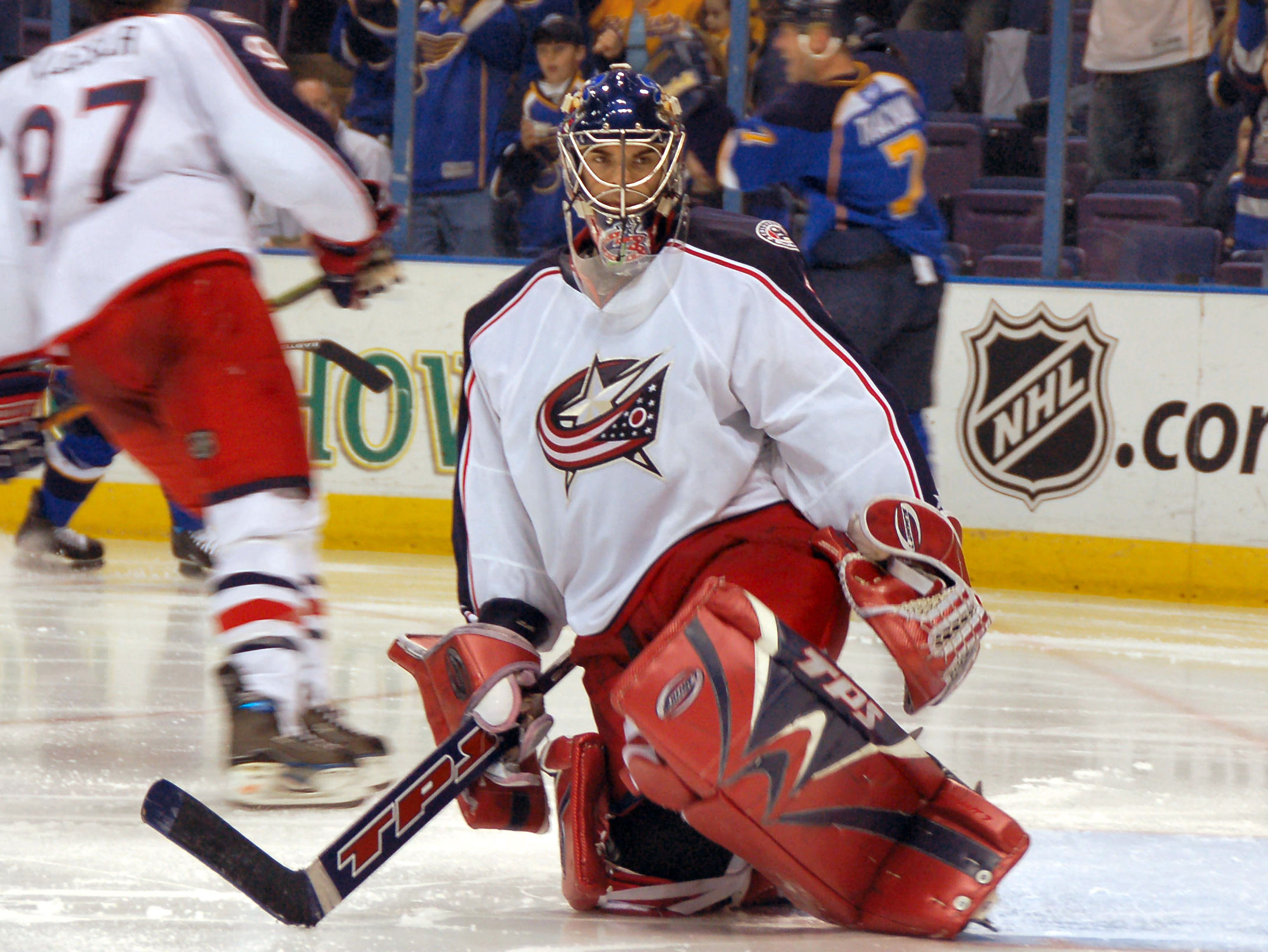
Pascal Leclaire, 2008.

Pascal Leclaire, född 7 november 1982 i Repentigny i Québec, är en kanadensisk före detta professionell ishockeymålvakt som bland annat spelade för Columbus Blue Jackets och Ottawa Senators. Han blev draftad av Columbus 1:a runda och totalt i val nr. 8 i NHL Entry Draft år 2001.
Pascal har även deltagit VM i ishockey 2008 för Kanadas herrlandslag i ishockey, där han stod som målvakt i semifinalen mot Sverige, där Kanada vann med 4-3.